# Gneu Corneli Lèntul (cònsol 97 aC)
Gneu Corneli Lèntul (en llatí: Gnaeus Cornelius Lentulus) va ser un magistrat romà del segle i aC. Els Fastos Capitolins diuen que va ser cònsol l'any 97 aC. Probablement va ser el pare adoptiu de Gneu Corneli Lèntul Clodià, que va ser cònsol el 72 aC.